# Le Grand Frère (Les Simpson)
Pour les articles homonymes, voir Le Grand Frère.
Le Grand Frère (France) ou Frère de la même planète (Québec) (Brother from the Same Planet) est le 14e épisode de la saison 4 de la série télévisée d'animation Les Simpson.

## Synopsis
Bart vient de finir son entraînement de football et attend patiemment sous la pluie. Marge et Lisa rappellent à Homer qu'il doit venir le chercher en voiture, mais ce dernier l'oublie complètement et se détend en regardant la télé, en mangeant, en prenant un bain...et le temps passe. Bart attend toujours alors que le temps se dégrade encore. Finalement, Homer a un flash et se dépêche - il ne prend même pas le temps d'enfiler un pantalon - d'aller le chercher. Bart monte silencieusement dans la voiture, visiblement très en colère contre son père qui avait promis de venir rapidement.
À la télévision, Bart voit une annonce de l'association Grand frère, qui permet aux enfants qui n'ont pas de père ou un père souvent absent d'en avoir un. Bart est intéressé et fait semblant d'être orphelin pour pouvoir bénéficier des services de l'association. Tom, bel homme musclé, sympathique et intelligent, se porte volontaire pour devenir son père adoptif. Il peut enfin faire des choses qu'il ne pouvait pas faire avec Homer, qui devient très jaloux de Tom et décide de réagir à sa façon en s'occupant à son tour d'un petit orphelin. Pendant ce temps, Marge se rend compte que Lisa passe des coups de téléphone très coûteux à une hotline, qu'elle continue d'appeler malgré la promesse faite à Marge.